# 卡尼克苏国家森林
卡尼克苏国家森林（英語：Kaniksu National Forest，kə-NIK-soo, /kə.ˈnɪk.su/）是一座美国国家森林，地处华盛顿州东北部、爱达荷州狭长地带以及蒙大拿州西北部，是组成爱达荷州狭长地带国家森林的三座国家森林之一（另外两个是科达伦国家森林和圣乔国家森林）。卡尼克苏国家森林总面积1,627,833英畝（6,587.6平方），其中有55.7%位于爱达荷州，27.9%位于蒙大拿州，16.4%位于华盛顿州。